# ڈ
Ḍal o ḍāl es una letra adicional del alfabeto perso-árabe derivada de dāl (د) colocando encima una pequeña ṭāʾ (ط) llamada  t̤oʾe (históricamente cuatro puntos en un patrón cuadrado) que representa una consonante oclusiva retrofleja sonora /ɖ/ en los alfabetos arábicos de los idiomas urdu, panyabí cachemir y baluchi.
El pequeño diacrítico t̤oʾe se utiliza para indicar una consonante retrofleja en urdu. Es la duodécima letra del alfabeto urdu. Su valor en numeración abyadí se considera que es 4. En urdu esta letra también puede llamarse dãl-ye-musaqqalã ("dãl pesada") o dãl-ye-hindiyã ("dãl india"). El sonido de esta consonante se representa en devanagari con la letra ड.

## Codificación digital
| Carácter      | ڈ                  | ڈ                  |
| ------------- | ------------------ | ------------------ |
| Unicode       | ARABIC LETTER DDAL | ARABIC LETTER DDAL |
| Codificación  | decimal            | hex                |
| Unicode       | 1672               | U+0688             |
| UTF-8         | 218 136            | DA 88              |
| Ref. numérica | &#1672;            | &#x688;            |